# Boaventura (São Vicente)
Boaventura es una freguesia portuguesa del concelho de São Vicente, con 26,20 km² de superficie y 1.537 habitantes (2001). Su densidad de población es de 58,7 hab/km².